# Mitja Leskovar
Mitja Leskovar (n. Kranj, República de Eslovenia, 3 de enero de 1970) es un diplomático, arzobispo católico, canonista y teólogo esloveno. 
Titulado en Teología y Doctorado en Derecho Canónico, en junio de 1995 fue ordenado sacerdote para la Arquidiócesis Metropolitana de Liubliana. En el 2001 ingresó en el Servicio Diplomático de la Santa Sede. Como diplomático ha sido destinado a Bangladés, Alemania, India y en la Secretaría de Estado donde tuvo un papel fundamental en materia de seguridad.
El día 1 de mayo de 2020 ha sido nombrado por el papa Francisco como nuevo Arzobispo Titular de Benevento y Nuncio Apostólico en la República de Irak. 

## Biografía
Nació en la ciudad eslovena de Kranj el día 3 de enero del año 1970. Él junto a su familia creció en la localidad de Kokrica.
Es políglota, ya que además de su natal idioma esloveno sabe hablar con fluidez los idiomas italiano, inglés, alemán, croata, francés y español.

### Formación y sacerdocio
Al descubrir su vocación religiosa en 1989, decidió ingresar en el Seminario Mayor de la capital del país, Liubliana.
Allí realizó sus estudios eclesiásticos y obtuvo un título en Teología.
Finalmente el día 29 de junio de 1995 fue ordenado sacerdote para la Arquidiócesis Metropolitana de Liubliana, por el entonces arzobispo, Alojzij Šuštar.
Tras su ordenación fue destinado como párroco a la localidad de Domžale. Dos años más tarde marchó hacía Italia para continuar con su formación superior. Allí completó su maestría en 1999 y obtuvo un Doctorado en Derecho Canónico por la Pontificia Universidad Gregoriana (PUG) de Roma.

### Diplomacia y episcopado
Al finalizar sus estudios, el 1 de julio de 2001 pasó a formar parte del Servicio Diplomático de la Santa Sede, siendo a día de hoy uno de los tres eslovenos activos en este cuerpo.
Su primer destino como diplomático fue en la Nunciatura Apostólica de Bangladés.
Luego en 2003 regresó a Roma para trabajar en la Sección de Asuntos Generales de la Secretaría de Estado de la Santa Sede.
En 2012 mientras trabajaba en esta sección, cabe destacar que se hizo cargo de la tarea de reformar totalmente los procedimientos de seguridad del Vaticano,  después de que el mayordomo del papa Benedicto XVI fuera arrestado por presuntamente filtrar documentos a un periodista italiano. Esto tarea incluyó agregar características de seguridad mejoradas a las insignias de los empleados, nuevas restricciones en el acceso físico y administrar el manejo de documentos de carácter sensibles.
Seguidamente en el 2015 fue destinado a la Nunciatura Apostólica de Alemania y en 2018 a la de India.
De manera reciente, el día 1 de mayo de 2020 ha sido nombrado por el papa Francisco como nuevo Arzobispo de la Sede Titular de Benevento y como nuevo Nuncio Apostólico en la República de Irak.
Como arzobispo titular sucederá al cardenal checo, Michael Czerny y como nuncio apostólico al arzobispo español, Alberto Ortega Martín.
Actualmente su fecha de consagración episcopal y de entrega de cartas credenciales no se conocen debido a la pandemia de COVID-19.

## Condecoración
| Título                                                                           | Fecha               | Entregado por                                      |
| -------------------------------------------------------------------------------- | ------------------- | -------------------------------------------------- |
| Cruz de Primera Clase de la Orden del Mérito de la República Federal de Alemania | 25 de julio de 2019 | el Presidente de Alemania, Frank-Walter Steinmeier |